# Улица Карла Маркса (Таруса)
Улица Карла Маркса — улица Тарусы, проходит в исторической части города тремя смещёнными участками от оврага Пасторка до Пролетарской улицы. Протяжённость улицы 558 метров, сквозной проезд по улице отсутствует.

## История
Проложена согласно регулярному плану застройки города 1777 года, предопределившему прямоугольное сечение улицами городской застройки. Первоначально проходила от оврага лишь до Тарусской улицы. Историческое название — Новая.
С установлением советской власти улица получила имя выдающегося немецкого учёного-экономиста Карла Маркса (1818—1883).
В октябре 2020 года улице было дано новое название — Полевая, но уже в январе следующего года переименование улицы было отложено на два года. Жители города выражали протест против переименования.

## Достопримечательности
д. 3 — Место дома, в котором родился и провёл детство генерал-лейтенант М. Г. Ефремов, памятник Культурного наследия России (№ 4030683000)
д. 6 — Городская усадьба Соловьёвых
д. 10 — Дом Соловьёвых

## Известные жители
М. Г. Ефремов (дом не сохранился)